# Skärholmen
Ne doit pas être confondu avec Skarholmen ou Skarholmen (Øygarden).
Skärholmen est un quartier de la banlieue sud de Stockholm en Suède.

## Situation
Le quartier est occupé principalement par une cité construite à la fin des années 1960. Le district, qui s'étend sur 189 hectares de terrain et 4 hectares de plans d'eau, est situé à l'extrémité sud-ouest de la commune de Stockholm, à 12,8 km du centre-ville.
En 2007, la population de Skärholmen s'élevait à 7961 habitants, dont 81,6 % d'origine étrangère. C'est l'une des banlieues les plus multi-culturelles de Stockholm.

## Histoire
Le site de Skärholmen est occupé par les hommes depuis la Préhistoire, comme en témoignent de nombreux vestiges. L'un d'eux est un champ funéraire remontant aux Âges de bronze et de fer situé rue Stävholmsgränd à moins d'un kilomètre au sud-ouest du centre commercial. Marqué par des pierres disposées en forme de cercle, ce site a fait l'objet de fouilles archéologiques en 1966-1967. Il est unique en son genre dans la région de Stockholm. Après les fouilles, les pierres ont été replacées, tandis que le reste du champ funéraire a été déplacé pour faire place à des villas. Au nord-ouest de la ferme de Skärholmen se trouvent les ruines d'une fortification datant de l'époque viking. Elle est stratégiquement située sur une colline qui surplombe le passage maritime vers Helgö et Birka.
Le terrain sur lequel se trouve aujourd'hui le centre commercial de Skärholmen appartenait à l'origine à la ferme Smista (Smista gård) qui était située sur la commune de Huddinge jusqu'au 1er janvier 1963, date à laquelle elle fut incorporée à la commune de Stockholm. Dans la mesure où il existait déjà des bâtiments nommés Smista à Huddinge, c'est le nom Skärholmen qui fut choisi lorsque le projet de centre commercial et de ses environs fut planifié. L'endroit était alors une zone rurale avec des champs, des collines plantées d'arbres et des vallées.
Le nom Skärholmen provient d'une ferme, la ferme de Skärholmen, qui se trouve toujours sur les rives du lac Mälar . Cette ferme n'était à l'origine qu'une cabane attenante à la ferme de Vårby. C'est dans le courant du XVIIIe siècle qu'elle a été reconstruite pour prendre son aspect actuel.

### Photographies historiques

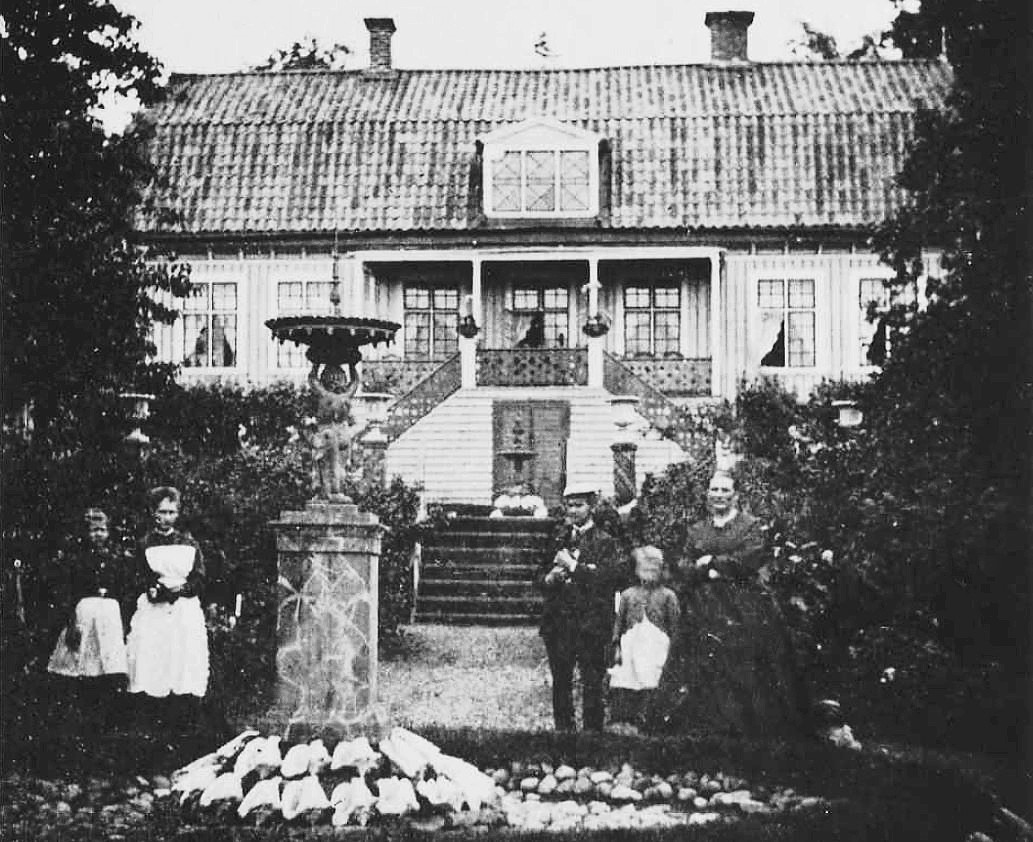
La ferme de Skärholmen, qui a donné son nom à la cité, au XIXe siècle.
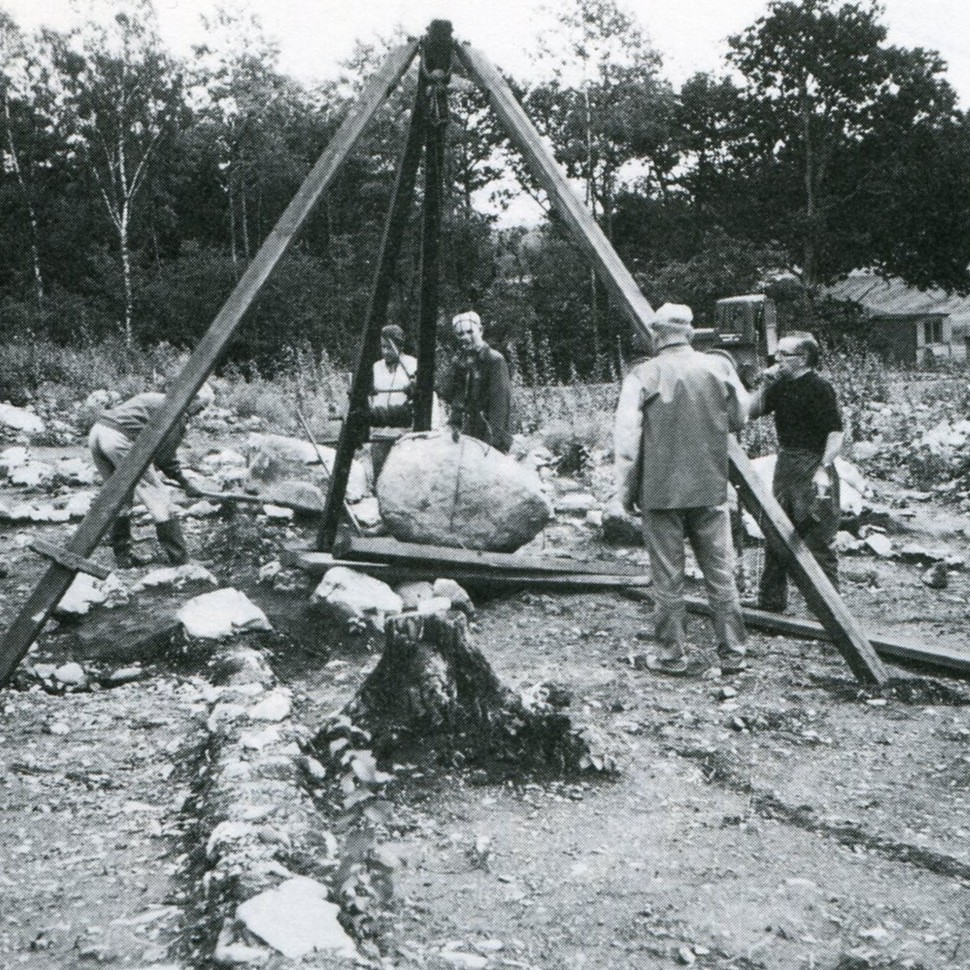
Fouilles archéologiques sur le site du champ funéraire en 1966.
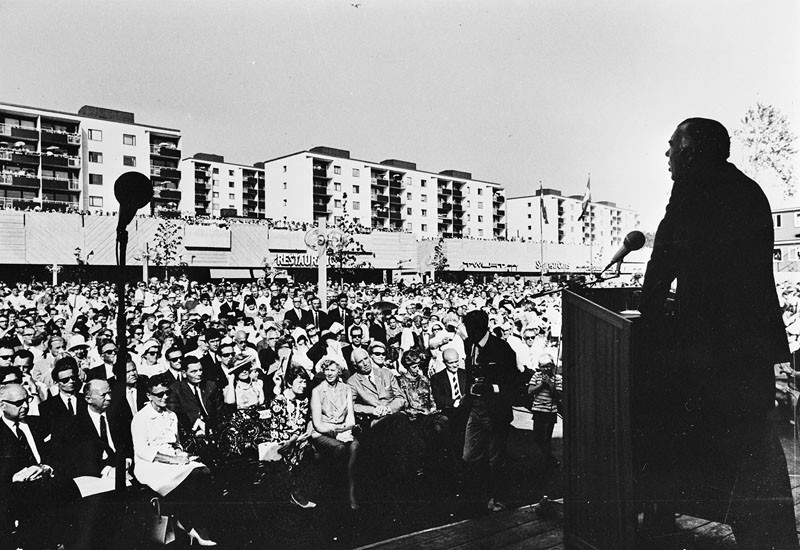
Le prince Bertil sur la place Skärholmstorget lors de son  discours d'inauguration le 9 septembre 1968.

## La cité

### Planification et construction du nouveau Skärholmen
Un plan d'urbanisme est défini en 1963. L'idée est de faire de Skärholmen le centre de la zone urbaine située au sud-ouest de Stockholm. On s'inscrit dans le concept suédois de ville ABC, qui se veut l'antithèse de la cité-dortoir. Huit projets différents sont proposés sous la direction de Göran Sidenbladh, Nils Oelrich et Torsten Westman. Ces plans d'urbanisme sont dominés par la volonté de faire de Skärholmen une ville dédiée aux automobilistes. On prend pour hypothèse que les futurs habitants disposeront de 1,5 voitures pour les appartements et de 2 voitures pour les maisons individuelles. La construction de la cité et du centre commercial revient aux groupes immobiliers Svenska bostäder, Stockholmshem et Riksbyggen. Pour les clients du centre commercial, on construit sur quatre niveaux un parking géant de 4 000 places, qui est lors de son inauguration le plus grand parking de Scandinavie. Ce parking se révèle toutefois rapidement surdimensionné, et certaines parties seront occupées un temps par un marché aux puces, avant d'être transformées en magasins.
Les constructions s'échelonnent principalement de 1964 à 1975 et les premiers habitants s'installent le 1er septembre 1965 aux numéros 79 à 91 de la rue Ekholmsvägen. Le centre commercial Skärholmens centrum est inauguré le 8 septembre 1968. Il s'articule autour d'un système de rues piétonnes et de deux places. Au sous-sol, on trouve les plateformes de livraison et le métro. En plus des boutiques, on trouve un centre culturel, deux églises, deux mosquées, des bureaux et un gymnase. Le centre commercial a été couvert en 1984 (à l'exception de la rue Bredholmsgatan).
Comme beaucoup d'autres réalisations du programme million, projet de construction d'un million de logements initié par le gouvernement suédois en 1965, Skärholmen a été la cible de critiques violentes, que ce soit pour sa planification ou pour sa réalisation. Le quotidien Dagens Nyheter titre dans son édition du 10 septembre 1968 : "Il faut démolir Skärholmen". On est alors deux jours après l'inauguration. L'article poursuit : "le panorama urbain de Skärholmen forme les coulisses d'un des projets immobiliers les plus inhumains jamais réalisés, inspiré avec vingt ans de retard par les plans d'urbanisme américains de la fin des années 1940, qui étaient déjà à bout de souffle à cette époque." Cet article est à l'origine dans les médias d'une vague de protestation contre le programme million en général, et contre Skärholmen en particulier. Nombre d'habitants n'osent pas avouer leur lieu de résidence en public.
Le film Stenansiktet de Jan Halldoff symbolise à lui seul cette vague de protestation. Filmé à Skärholmen en 1973, il s'attarde sur un groupe de jeunes dont la vie se résume à conduire sans but dans la cité, boire de la bière, importuner les femmes et chaparder.

### Agrandissement du centre commercial 2004-2008
Des travaux d'agrandissement et de rénovation du centre commercial démarrent en 2004. L'objectif et de créer l'un des plus grands centres commerciaux de Scandinavie. De nouvelles arcades sont ajoutées, et de nouvelles boutiques ouvrent leurs portes. Le nouveau centre commercial, rebaptisé SKHLM - The Capital of Shopping a été inauguré à l'automne 2008.

### Photographies contemporaines: constructions

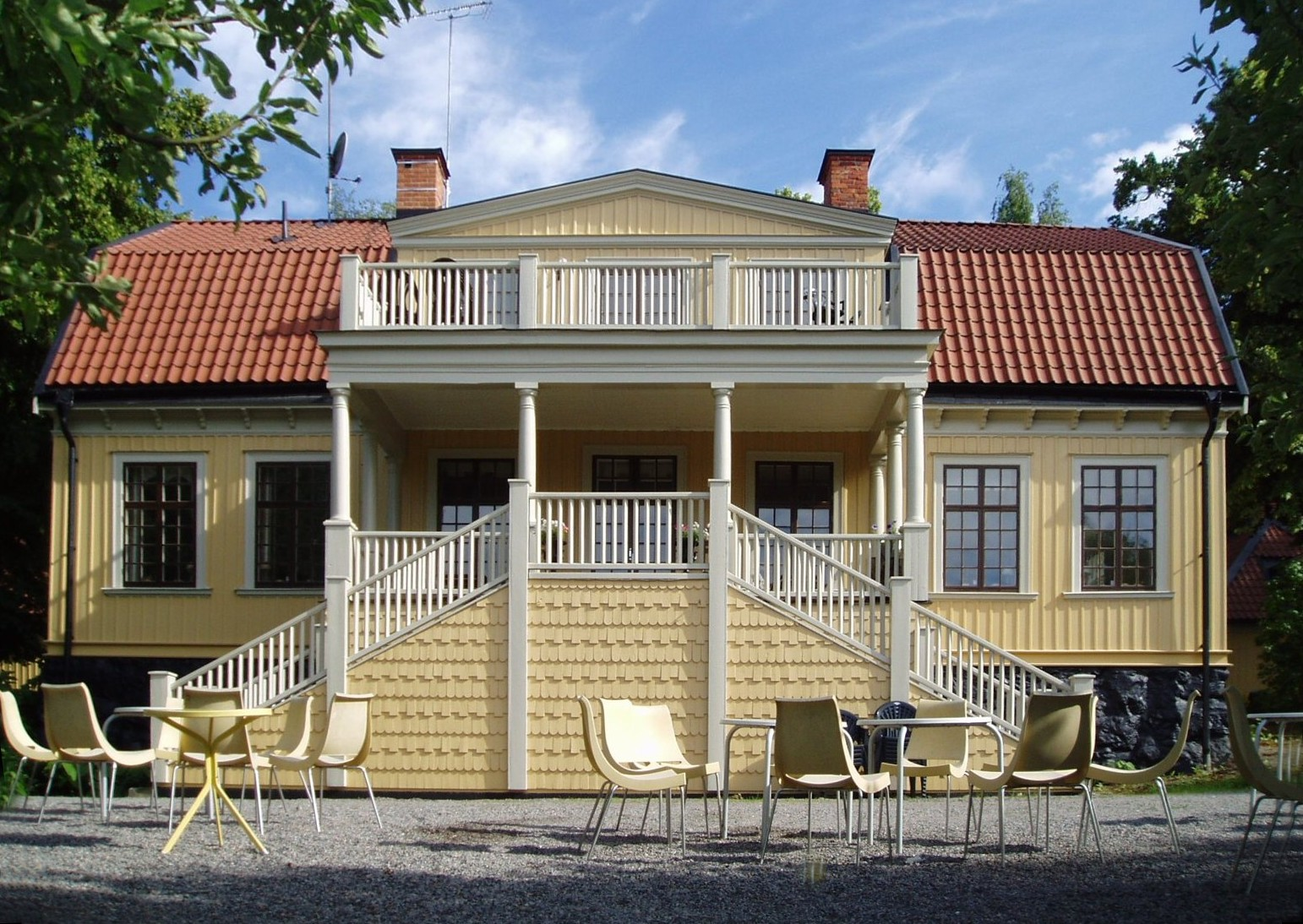
La ferme de Skärholmen après rénovation, photographiée en 2008.
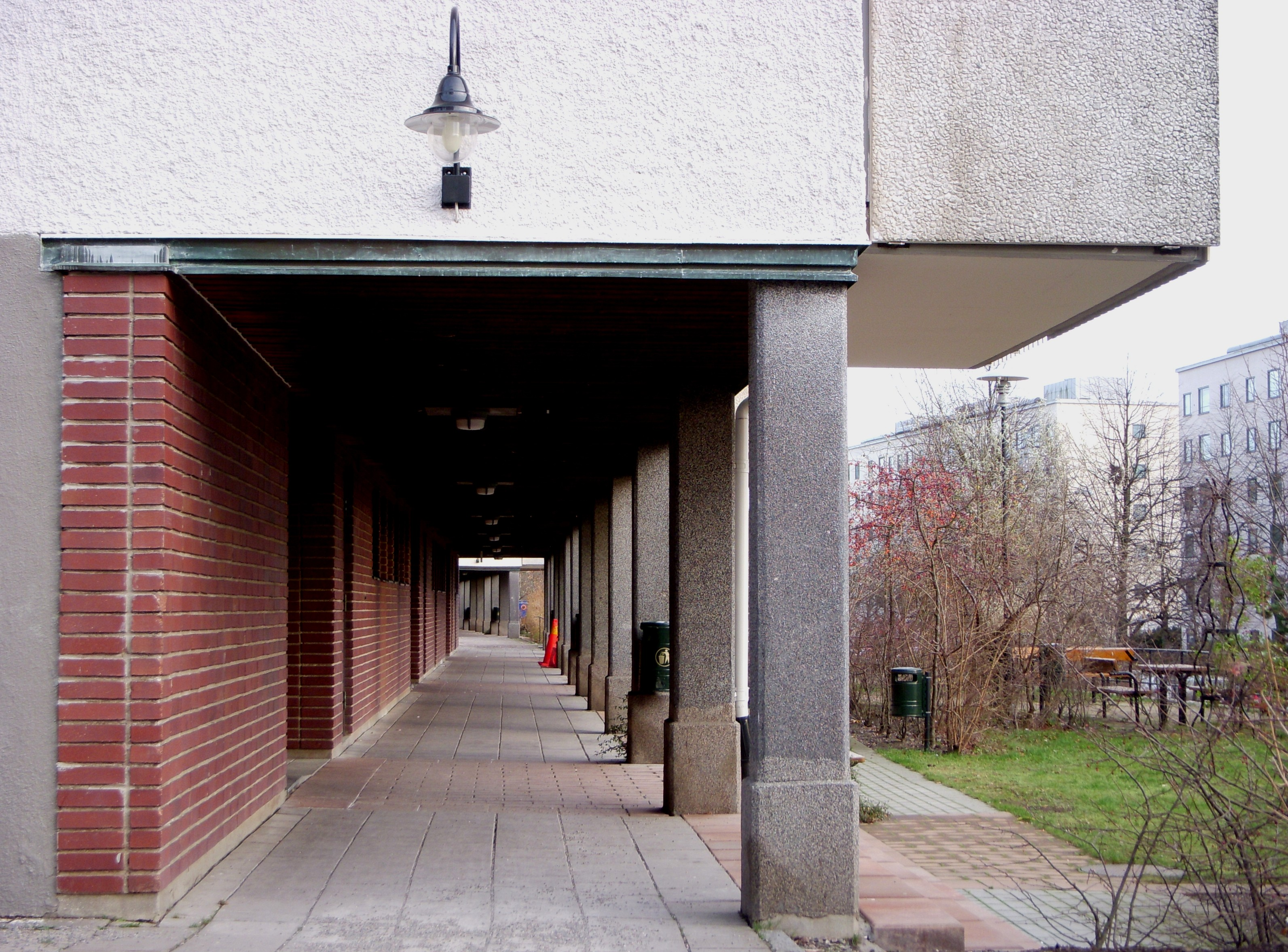
Une arcade.
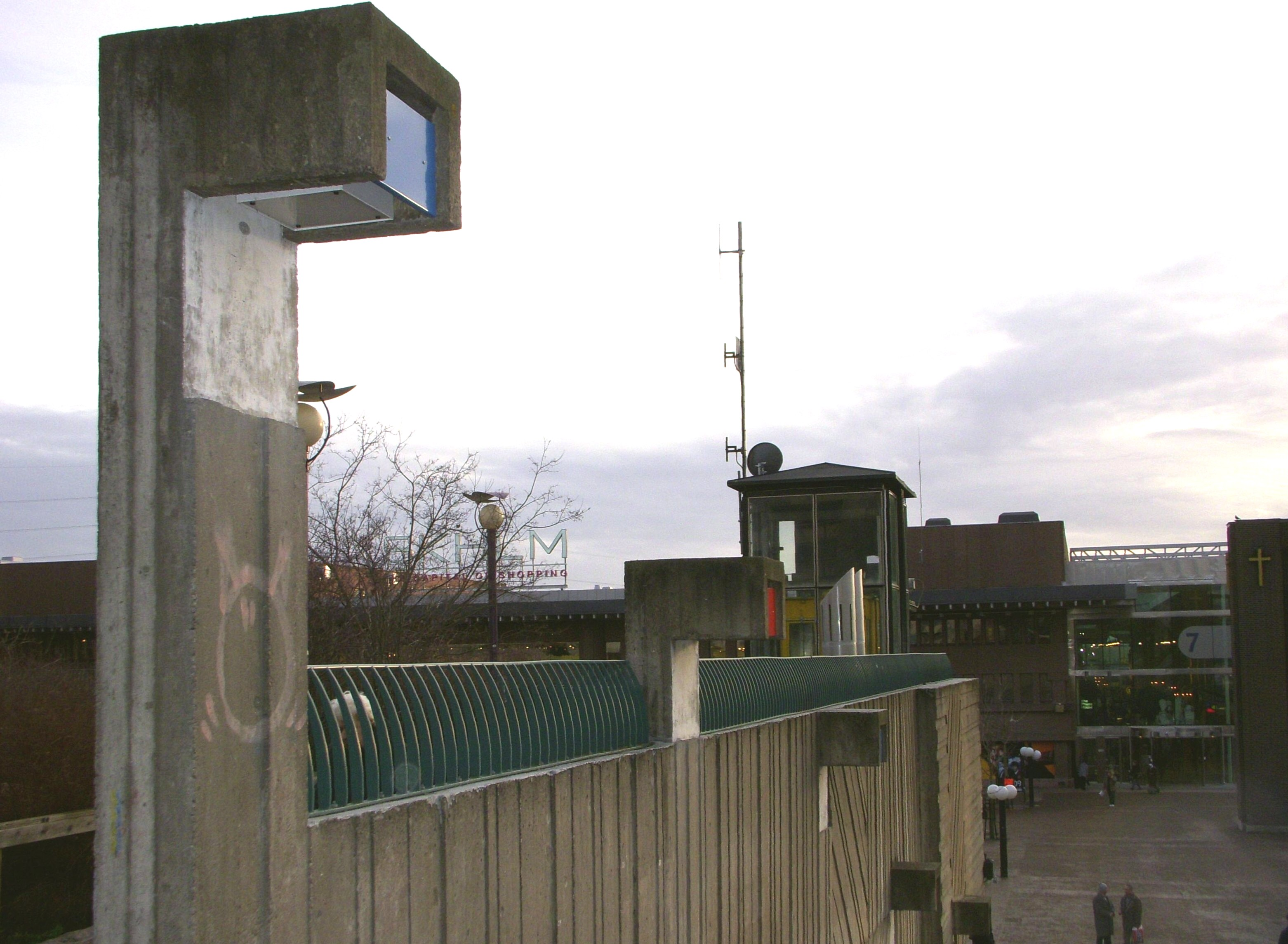
Un lampadaire, recouvert d'une chape de béton.
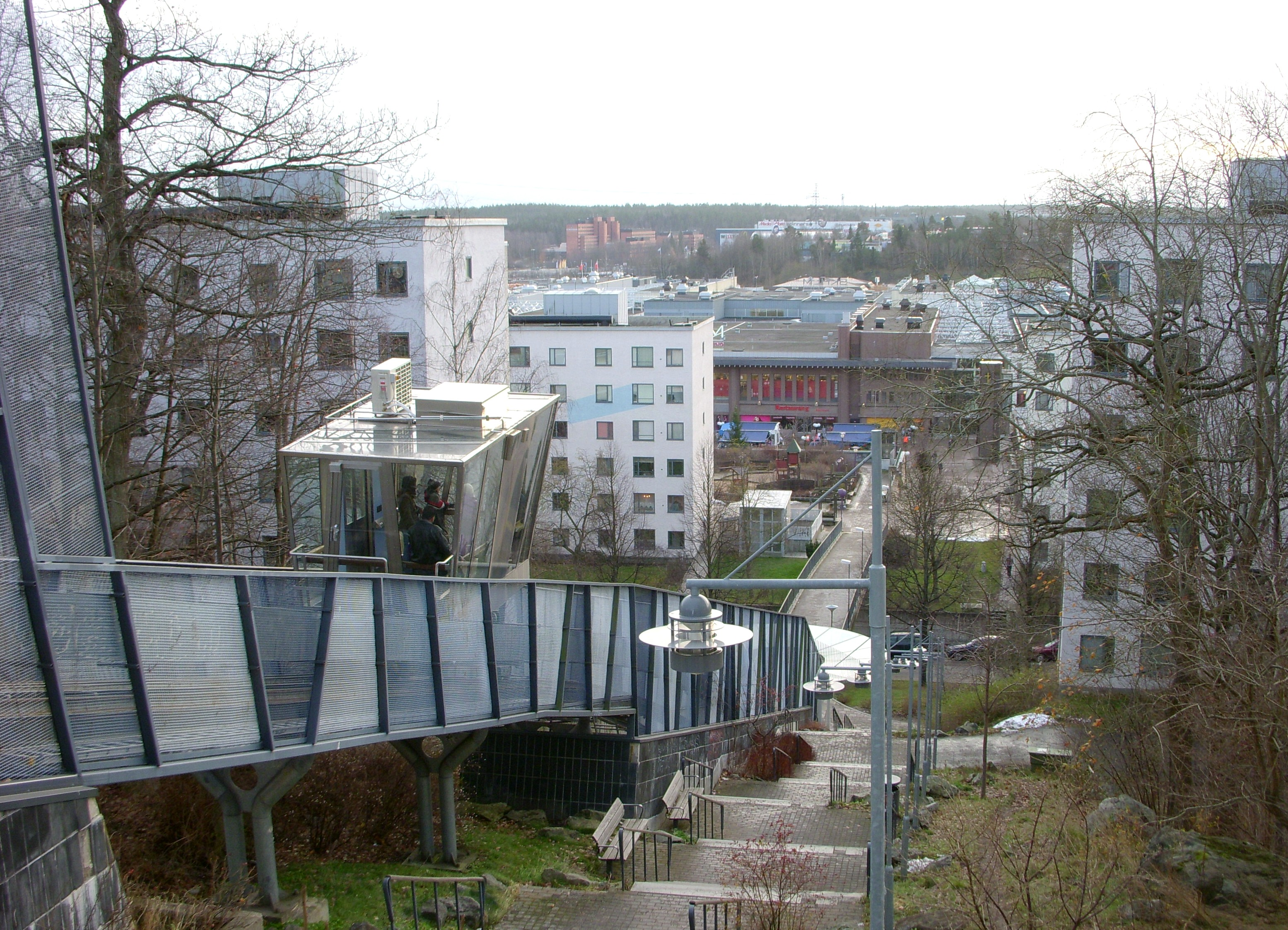
Le funiculaire de Skärholmen.
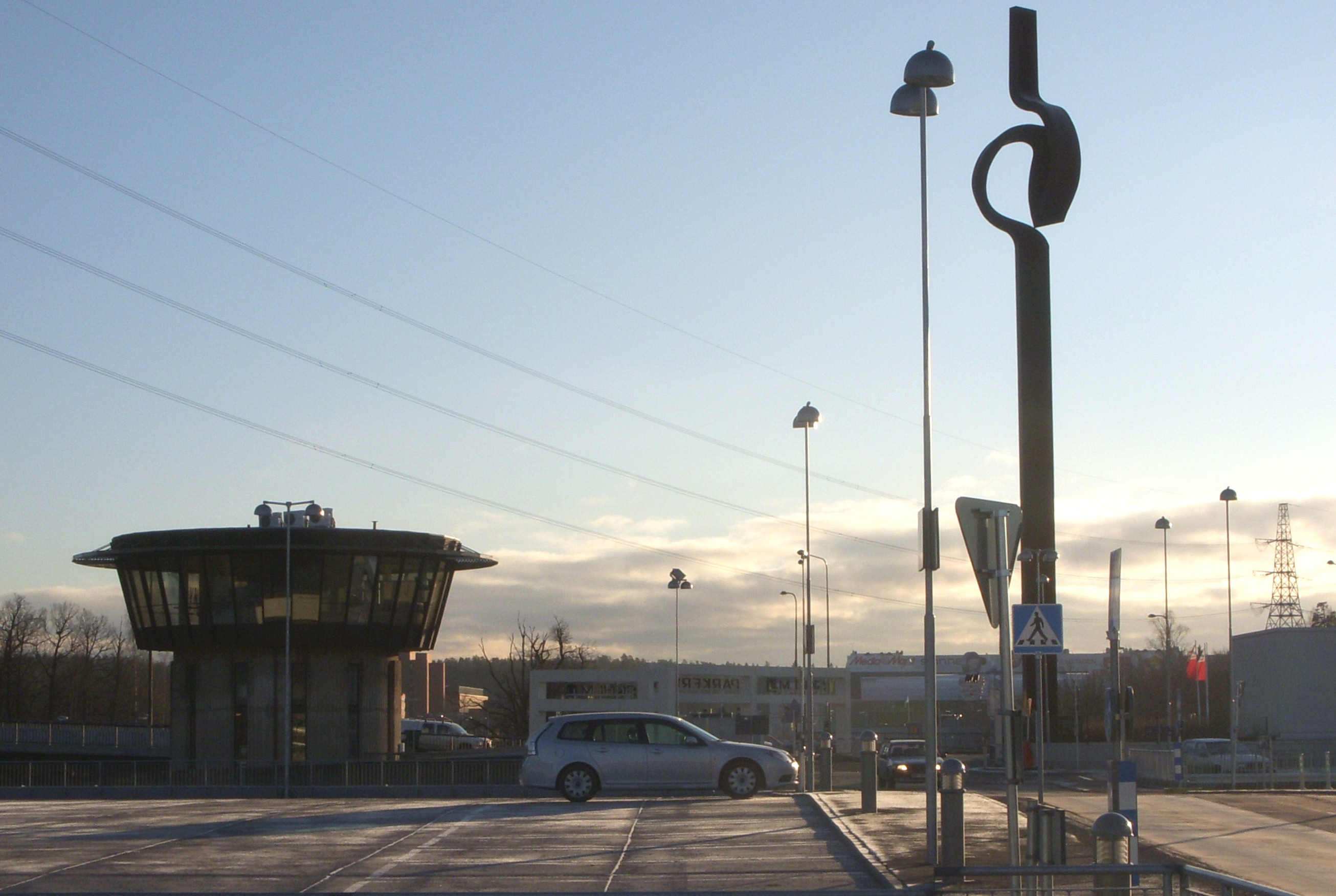
Un parking, avec la "tour de contrôle" et la sculpture d'Aston Forsberg, Vridande moment.
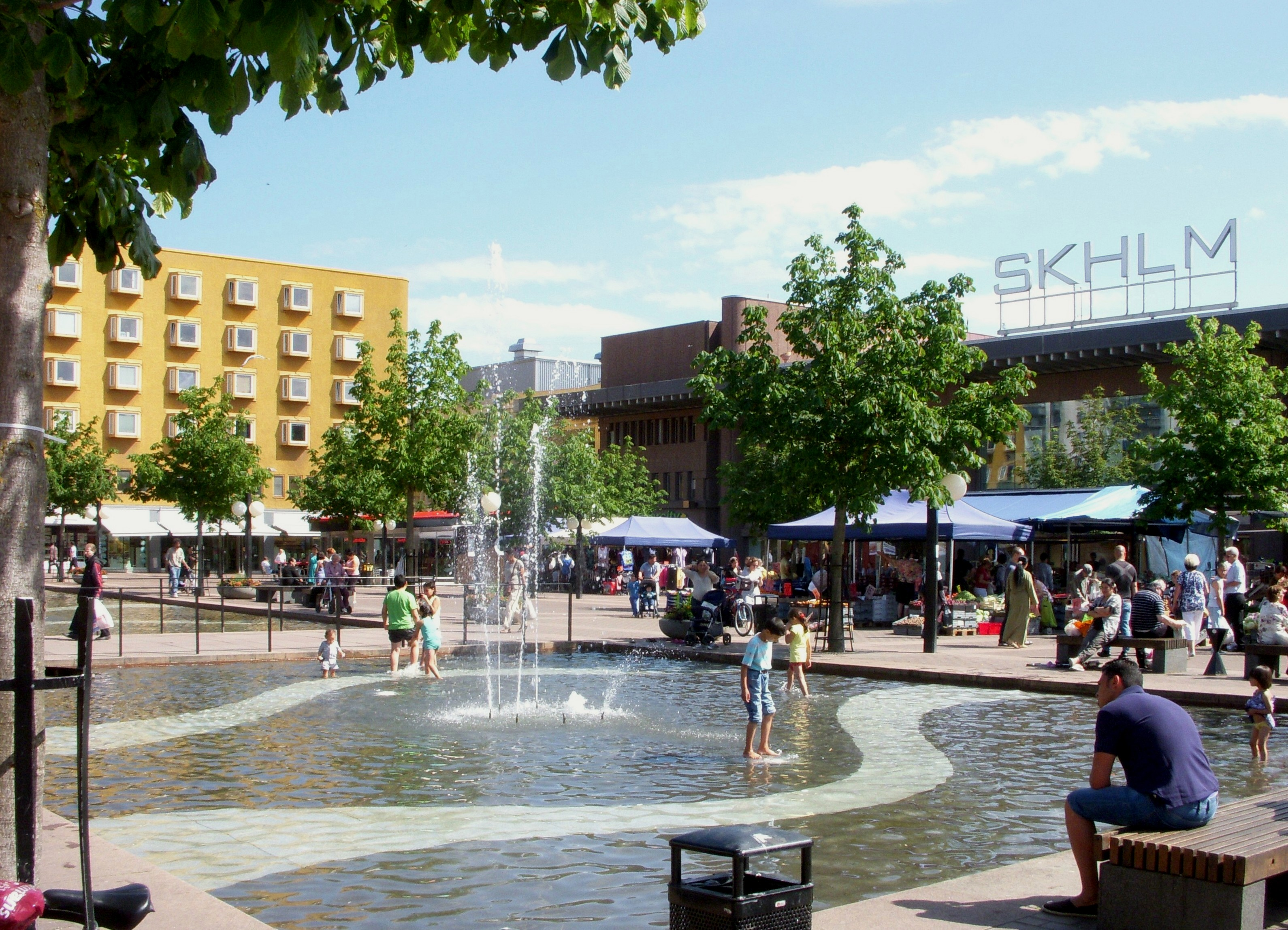
Bassin et fontaine, avec la maison jaune (Gula huset) en arrière-plan.

### Photographies contemporaines: nature

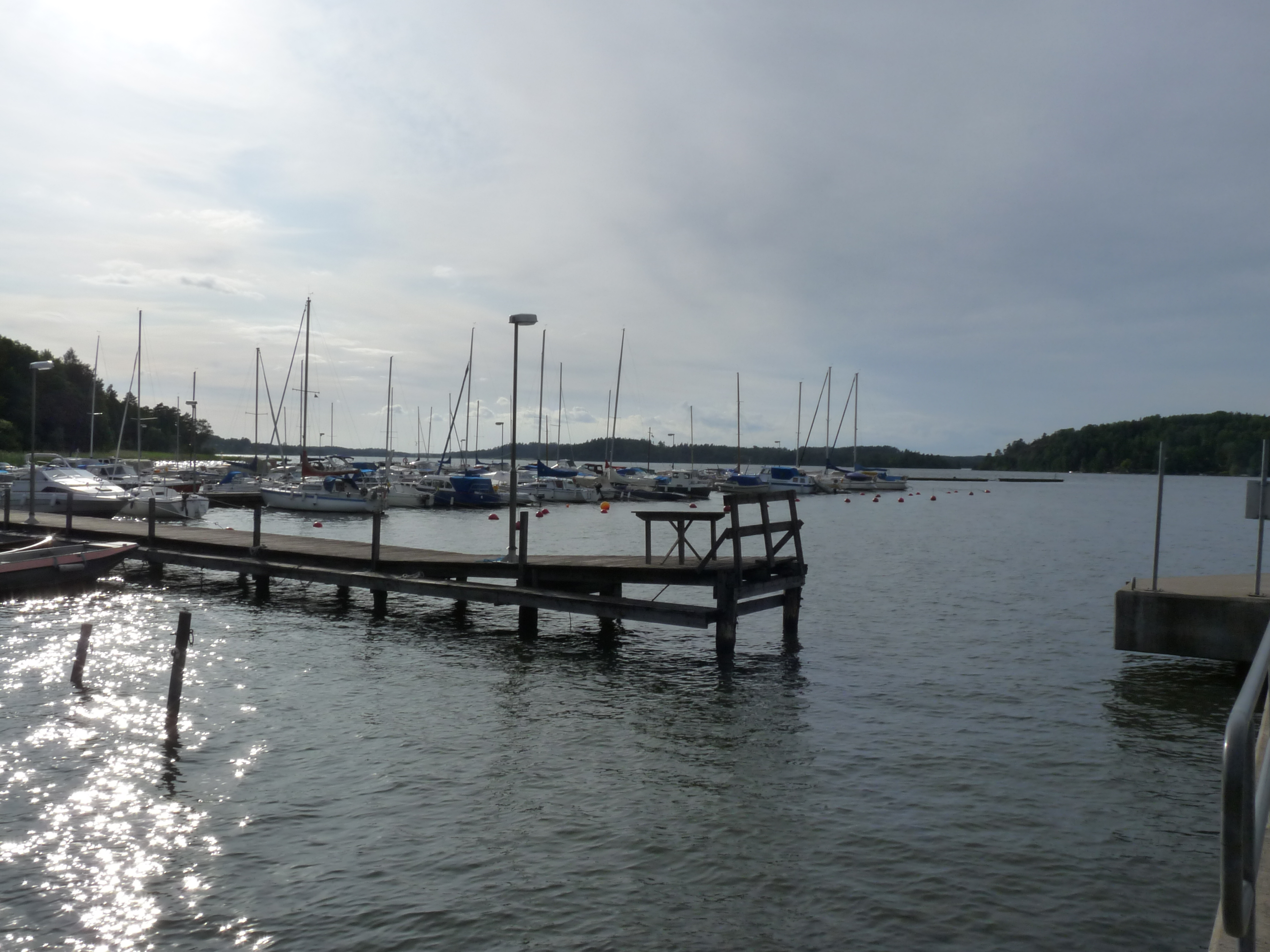
Port de plaisance sur le lac Mälar.
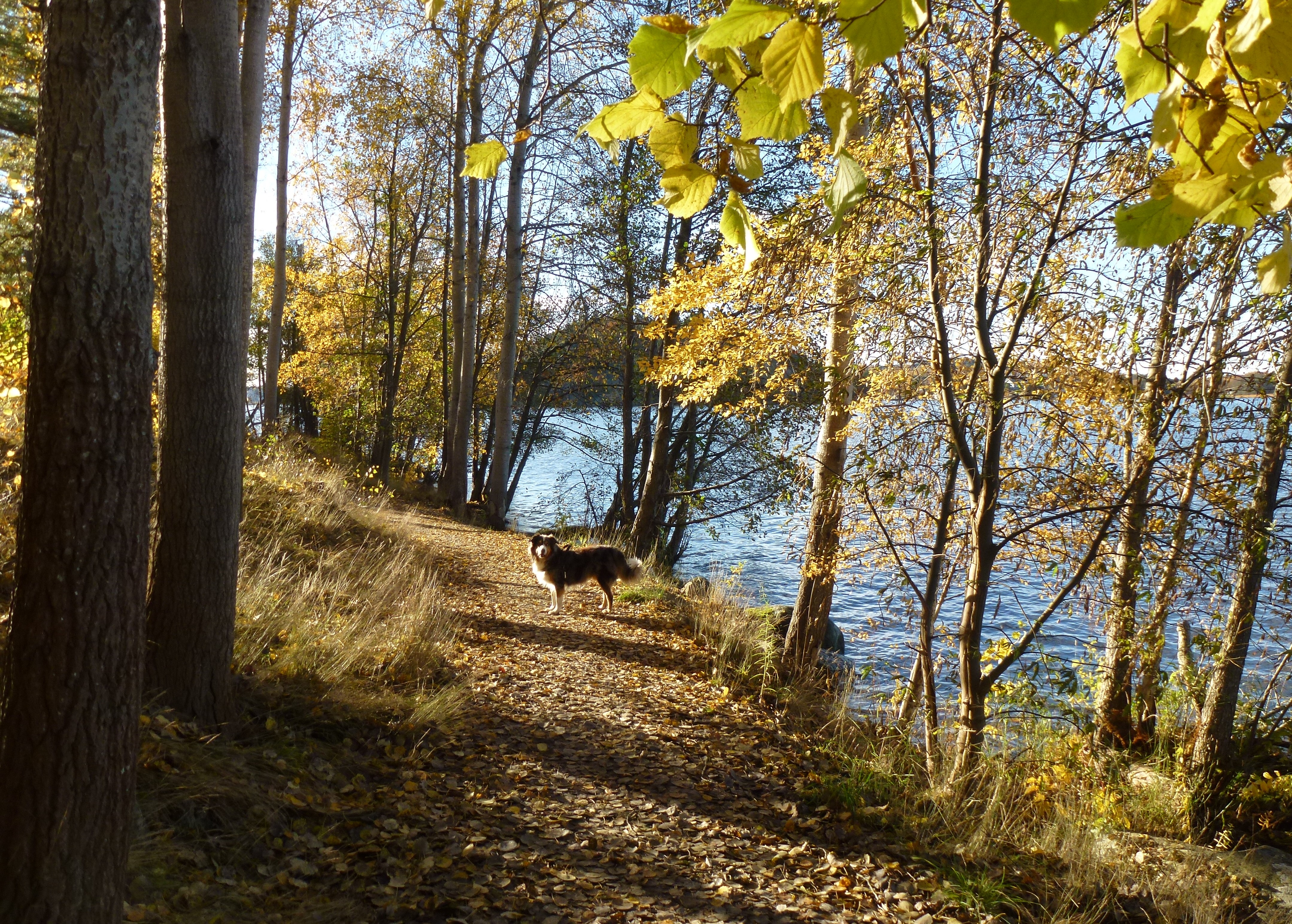
Sentier de promenade sur la rive du lac Mälar.
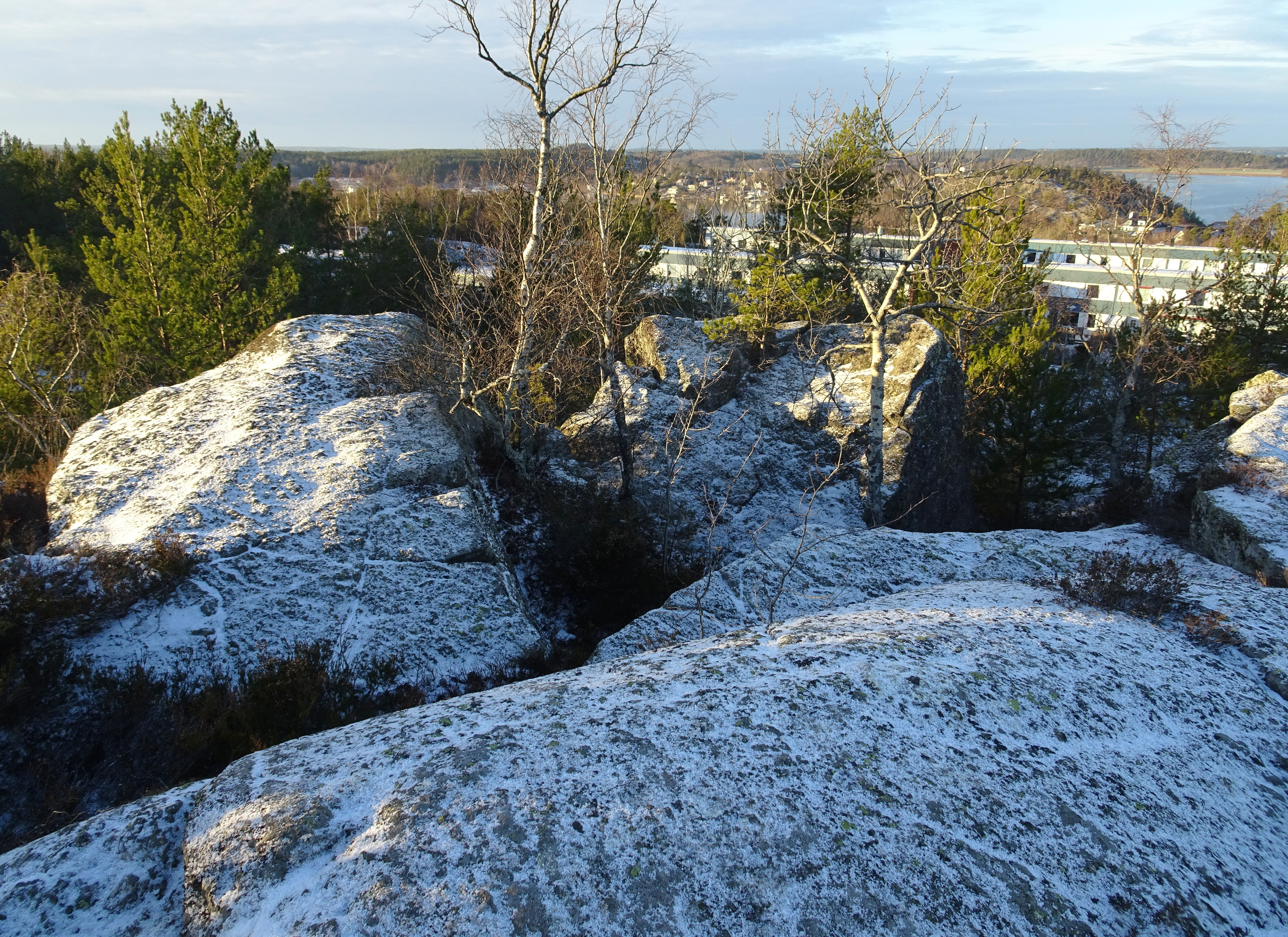
Vikingaberget (la colline aux vikings), qui culmine à 77,24 mètres d'altitude, est le point le plus haut de la commune de Stockholm.

## Station de métro
Skärholmen est aussi le nom d'une station du métro de Stockholm. Située sur la ligne rouge, entre les stations Sätra et Vårberg, elle a été inaugurée le 1er mars 1967.
Comme souvent à Stockholm, les quais du métro servent aussi de lieu d'exposition à une ou plusieurs œuvres d'art. Il s'agit ici de 23 photographies d'un paysage du Nouveau-Mexique, prises du lever au coucher du soleil par l'artiste Ulf Wahlberg en 1990.